# Rampart (film)
Pour les articles homonymes, voir Rampart (homonymie).
Pour plus de détails, voir Fiche technique et Distribution.
Rampart est un drame policier américain écrit et réalisé par Oren Moverman sorti en 2011.

## Synopsis
Los Angeles, 1999. Alors que le Los Angeles Police Department est marqué par un scandale lié à la division Rampart, l'officier Dave Brown n'a pas l'intention de changer ses méthodes. Violent, alcoolique, misogyne et raciste, ce vétéran du Viêt Nam n'en fait qu'à sa tête, après 24 ans de service. Il est cependant un expert en jurisprudence. Dave tente aussi de maintenir les liens familiaux avec ses deux filles et squatte chez ses deux ex-femmes, Heche et Nixon, qui sont également sœurs. Après avoir brutalisé un homme devant des caméras, il provoque une nouvelle controverse pour la division Rampart. La vidéo est très vite médiatisée et ses supérieurs lui demandent de prendre sa retraite. Mis à pied, Dave erre sans but, perdu. Durant l'une de ses nombreuses sorties dans des bars, il rencontre Linda. Il trouve également du soutien auprès d'un ancien policier, Hartshorn. Dave sent que dans l'ombre des personnes veulent le faire tomber. Une ancienne affaire de violeur tué dans une épicerie remonte à la surface. Tout le monde pense que Dave en est l'auteur. Il se retrouve alors suivi par un enquêteur du procureur, Kyle Timkins.

## Fiche technique
Sauf indication contraire, les informations mentionnées dans cette section peuvent être confirmées par la base de données cinématographiques IMDb,  présente dans la section « Liens externes ».
- Titre original et français : Rampart
- Réalisation : Oren Moverman
- Scénario : Oren Moverman et James Ellroy
- Direction artistique : Austin Gorg
- Décors : David Wasco
- Costumes : Catherine George
- Photographie : Bobby Bukowski
- Montage : Jay Rabinowitz
- Musique : Dickon Hinchliffe
- Production : Ben Foster, Ken Kao, Lawrence Inglee, Clark Peterson

Producteurs délégués : Paul Currie, Michael DeFranco, Mark Gordon, Garrett Kelleher et Lila Yacoub
- Sociétés de production : Amalgam Features et Lightstream Pictures
- Sociétés de distribution : Millennium Entertainment (États-Unis), Metropolitan Filmexport (France), Entertainment One (Canada)
- Budget : 12 millions de dollars
- Pays de production :  États-Unis
- Langue originale : anglais
- Format : couleur - 35 mm - 2,35:1 - son Dolby numérique
- Genre : drame, policier et historique
- Durée : 108 minutes
- Dates de sortie :
  - Canada : 10 septembre 2011[1] (Festival international du film de Toronto)
  - États-Unis : 
    - 23 novembre 2011 (avant-première à New York et Los Angeles)[1]
    - 10 février 2012 (sortie limitée)[1]

  - France : 3 juillet 2013[2] (sortie limitée uniquement en version originale sous-titrée)

## Distribution
- Woody Harrelson (VF : Jérôme Pauwels) : David Douglas « Dave » Brown
- Jon Bernthal (VF : Fabien Jacquelin) : Dan Morone
- Stella Schnabel (VF : Angèle Humeau) : Jane
- Ben Foster (VF : Alexandre Gillet) : le « général » Terry
- Jon Foster (VF : Tanguy Goasdoué) : Michael Whittaker
- Sigourney Weaver (VF : Sylvie Genty) : Joan Confrey
- Anne Heche (VF : Virginie Ledieu) : Catherine
- Cynthia Nixon (VF : Marie-Frédérique Habert) : Barbara
- Brie Larson (VF : Élisabeth Ventura) : Helen
- Steve Buscemi (VF : Hervé Bellon) : Bill Blago
- Audra McDonald (VF : Céline Ronté) : Sarah
- Sammy Boyarsky (VF : Lou Marais) : Margaret
- Harriet Sansom Harris (VF : Annie Balestra) : Stacy Cranston
- Robert Wisdom (VF : Thierry Desroses) : le capitaine
- Robin Wright (VF : Emmanuèle Bondeville) : Linda Fentress
- Ned Beatty (VF : Vincent Grass) : Hartshorn
- Ice Cube (VF : Frantz Confiac) : Kyle Timkins
- Don Creech : Head Shark Lawyer
Version française
  - Société de doublage : Dubbing Brothers
  - Direction artistique : Claire Guyot
  - Adaptation des dialogues : Déborah Perret

Sources et légende : Version française (VF) sur RS Doublage et le carton du doublage français sur le DVD zone 2.

## Production

### Genèse et développement
Le scénario est écrit par James Ellroy, dont l'oeuvre est étroitement liée à Los Angeles. L'écrivain a inséré de nombreux éléments personnels dans le scénario de Rampart : 

« J'ai souhaité intégrer une partie de mon vécu dans cette histoire qui est, entre toutes, celle d’une expiation dont le prix est terriblement élevé »

. Il précise qu'il n'a voulu utiliser le scandale Rampart seulement comme contexte à l'histoire d'un homme : « Le scandale en lui-même mériterait un film à lui seul, un vrai documentaire. (...) Nous préférions voir cette affaire comme un témoin du fait que les temps changent : exactement comme dans un western, quand la loi arrive en ville, les choses se mettent à changer. C’est une époque de transition. »

### Attribution des rôles
Pour son 2e film comme réalisateur, Oren Moverman retrouve plusieurs acteurs de The Messenger (2009) : Woody Harrelson, Steve Buscemi et Ben Foster.
Avant le tournage, Woody Harrelson a suivi une préparation intensive pour se mettre dans le peau de son personnage. Pour perdre du poids, il a notamment suivi les conseils de Christian Bale, spécialiste de changements physiques pour des rôles. En plus de manier des armes dans des stands de tir, il a fréquenté l'une des divisions de la police de Los Angeles. L'acteur a confié s'être que cela lui a notamment permis de se rendre compte qu'il avait des points communs avec ce milieu dont il se sentait à l'origine plutôt éloigné.

### Tournage
Le tournage a lieu à Los Angeles.
Pour éviter les stéréotypes liés aux films policiers se déroulant à Los Angeles, souvent sombres et nocturnes, Oren Moverman a voulu filmer principalement de jour et en utilisant la lumière naturelle : « Je trouve qu'il y a quelque chose d’artificiel, de trop composé et trop construit, dans les scènes de nuit de ce genre de films. C’est un peu trop évident, un peu trop mis en scène. J’ai préféré opter pour un côté ordinaire, détendu, dans les décors et l’ambiance. »

## Accueil

### Critique
Le film reçoit des critiques plutôt positives. Sur l'agrégateur américain Rotten Tomatoes, il récolte 74% d'opinions favorables pour 149 critiques et une note moyenne de ?⁄10. Sur Metacritic, il obtient une note moyenne de 70⁄100 pour 35 critiques.
Roger Ebert donne au film la note maximale de 4 sur 4 et plébiscite la performance de Woody Harrelson : « Harrelson est l'acteur idéal pour le rôle ». Peter Travers de Rolling Stone apprécie lui aussi sa prestation « Cela aurait pu être qu'un seau sombre. Mais le talent électrique de Harrelson et Moverman est trop excitant pour ne pas être exaltant. »
Justin Chang de Variety écrit notamment « Alors que le film est baigné par une atmosphère et contient un punch verbal et viscéral, sa spirale descendante implacable en fait une étude de personnage surdéterminée, mais pas entièrement satisfaisante ». Kirk Honeycutt de The Hollywood Reporter écrit « Harrelson va à fond dès la scène d'ouverture et il n'y a aucune scène dans laquelle il ne soit pas. Mais l'effet est plutôt lassant qu'exaltant. »
En France, le film obtient une note moyenne de 3,4⁄5 sur le site AlloCiné, qui recense 14 titres de presse.

### Box-office
Malgré des critiques plutôt positives, le film ne récolte qu'un peu plus de 1,5 million de dollars dans le monde.
| Pays ou région    | Box-office    | Date d'arrêt du box-office | Nombre de semaines |
| ----------------- | ------------- | -------------------------- | ------------------ |
| États-Unis Canada | 972,512 $     | 10 mai 2012                | 13                 |
| France            | 4 588 entrées |                            | -                  |
| Total mondial     | 1 543 613 $   | -                          | -                  |

## Distinctions
Source : Internet Movie Database

### Récompenses
- African-American Film Critics Association Awards 2011 : meilleur acteur pour Woody Harrelson
- Festival du film d'Abou Dabi 2011 : meilleur acteur pour Woody Harrelson

### Nominations
- African-American Film Critics Association Awards 2011 : meilleur film
- Satellite Awards 2011 : meilleur acteur pour Woody Harrelson
- Festival du film d'Abou Dabi 2011 : meilleur film narratif
- Independent Spirit Awards 2012 : meilleur acteur pour Woody Harrelson
- Denver Film Critics Society Awards 2012 : meilleur acteur pour Woody Harrelson
- Young Artist Awards 2012 : meilleure jeune actrice dans un second rôle pour Sammy Boyarsky

## Clin d'œil
On peut voir le Klub Satan dans le film. Dans une autre œuvre de James Ellroy, le roman Le Dahlia noir (1987), est mentionné de Club Satan,.